# Ortoclasa
La ortoclasa u ortosa es un mineral de la clase 9 (silicatos), subgrupo tectosilicatos, y dentro de ellos pertenece a los feldespatos,  según la clasificación de Strunz. Con fórmula química KAlSi3O8. Es uno de los minerales formadores de las rocas más abundantes en la corteza terrestre. También se conoce con el nombre de feldespato potásico o feldespato ortosa, pero estos nombres no son del todo correctos, ya que no definen al mineral sino a un grupo de minerales del que la ortoclasa forma parte.

## Etimología
El nombre de la ortoclasa deriva de los términos griegos ὀρθός [orthos] 'recto' y κλαστός [clastos] 'rotura'.

## Características
Se trata de un mineral, en las que aparece en forma de granos redondeados o en secciones de cristales bien formados. Cuando cristaliza lo hace en prismas columnares, a veces de gran tamaño, que incluso pueden llegar a alcanzar varias toneladas de peso. Son comunes las maclas (agregados geométricos) de dos cristales y, entre ellas, las más habituales son las de Baveno-Manebach, en los cristales prismáticos, y la de Carlsbad, formada por dos cristales tabulares.
El color característico de la ortoclasa es el rosa carne, más o menos intenso, pero también puede ser blanca, gris, rojiza o, más raramente, amarilla o azul.

## Asociaciones minerales
Una variedad de la ortoclasa típica de los macizos alpinos es la adularia. Se caracteriza por su brillo, más vítreo que el de la ortoclasa, y por ser translúcida (e incluso transparente). Puede presentar, además, inclusiones de otros minerales alpinos, como clorita, hematites, rutilo, actinolita, etc. Tales propiedades la hacen apta para la talla y la confección de cabujones. 
Tanto la ortoclasa como la adularia se asocian a los demás minerales que forman el granito, esto es, el cuarzo (cristal de roca, ahumado o amatista) y la mica (moscovita), aunque también a otros muchos como la andalucita, la epidota, la actinolita, el berilo, la turmalina, la albita, etcétera.

## Variedades
La adularia es una variedad transparente  de ortoclasa, que cristaliza a temperaturas inusualmente bajas, en  venas hidrotermales,  lo que hace difícil de apreciar en qué sistema cristaliza. Por eso  durante mucho tiempo se consideró un mineral aparte polimorfo  de la ortoclasa, pero hoy se ha descartado y se acepta que son el mismo  mineral. Se describió por primera vez en las montañas Adula de Suiza, de ahí su nombre.
La valencianita a un tipo de adularia que se  encuentra en la mina Valenciana, en Guanajuato (México).

## Presencia y aplicaciones de la ortoclasa
La ortoclasa es uno de los minerales más comunes de las rocas plutónicas que intervienen en los procesos de formación de las cordilleras, y está presente sobre todo en los granitos, gneises y pegmatitas. En estas últimas llega a formar cristales de más de un metro de longitud. En las rocas graníticas es fácil observar los granos blancos de ortoclasa, que destacan sobre el gris del cuarzo y el negro brillante de la mica. A menudo los cristales del mineral muestran su contorno geométrico y sus características estructurales, como se puede ver en las encimeras de granito de las cocinas. 
También es posible descubrir pequeños cristales de ortoclasa en la arena de algunas playas (mejor con la ayuda de una lupa), junto con granos de cuarzo, llevados allí por la erosión.

### Usos
Los antiguos chinos ya conocían el valor de la ortoclasa como fundente en la fabricación de cerámicas, tal como lo atestiguan algunos objetos datados varios milenios antes de Cristo. En la actualidad, la utilización de la ortoclasa dentro de la industria de las porcelanas abarca campos amplísimos: desde la elaboración de objetos tanto de uso artístico como doméstico, hasta la fabricación de aislantes eléctricos, pastas odontológicas, vidrios especiales y esmaltes cerámicos.
Al formar parte de muchas rocas empleadas como material de construcción, ya sean granitos o gneises, se encuentra en los bordillos de las aceras y otros tipos de empedrado, y se utiliza asimismo en los revestimientos de fachadas y en las superficies de trabajo de cocinas, obradores o laboratorios.

## Yacimientos
La ortoclasa está distribuida por todo el mundo, pero el yacimiento más famoso es el de Karlovy Vary, en el macizo de Bohemia (República Checa). En España se halla en el macizo de Guadarrama y en la provincia de Gerona.